# Allium margaritae
Allium margaritae är en amaryllisväxtart som beskrevs av Boris Fedtjenko. Allium margaritae ingår i släktet lökar, och familjen amaryllisväxter. Inga underarter finns listade i Catalogue of Life.